# Song Yŏng (Schriftsteller, 1940)
Song Yŏng (* 15. März 1940 in Yŏnggwang, Chŏllanam-do; † 14. Oktober 2016) war ein südkoreanischer Schriftsteller.

## Leben
Song Yŏng wurde 1940 in Yŏnggwang in der Provinz Süd-Chŏlla geboren. Sein Künstlername war Mokdang (목당|木堂). Er machte 1963 seinen Abschluss in deutscher Literatur an der Koreanischen Fremdsprachenuniversität und wurde kurze Zeit später Lehrer. Er debütierte 1967 mit dem Werk Hahnenkampf (투계).
Seine Literatur entwickelt sich oft in außergewöhnlichen Situationen und wird aus der Perspektive unkonventioneller Charaktere geschildert. Der Lehrer und der Kronprinz (선생과 황태자) spielt in einem Gefängnis und in Zug auf der Mittellinie (중앙선 기차) schildert er diverse Geschehnisse in einem überfüllten Zug. Diese Orte bieten Song einen unerwartet akkuraten Mikrokosmos der Gesellschaft. Das große Durcheinander und die grundlose Gewalt, die der Erzähler schildert, sind häufig voller Ironie und recht kurz, sie werfen Fragen über unser Leben in der realen Welt auf. Diese Fragen führen oftmals zu einer Kritik verschiedener Formen von Autorität, die den gesunden Menschenverstand verspotten und die individuelle Freiheit einschränken. Typischerweise verbleiben seine Charaktere außerhalb des Netzwerks von Beziehungen, die die gesellschaftliche Identität des Individuums sichern. Der Protagonist von Hahnenkampf ist ein Mann, der abgeschottet in seiner eigenen Welt lebt und von der Realität um ihn herum eine extrem verdrehte Auffassung hat. In Auf der Treppe (계단에서) kennzeichnet außerdem Existenzangst die Einstellung des Hauptcharakters gegenüber der Welt.

## Arbeiten

### Koreanisch

#### Romane
- 나의 신부에게 Für meine Braut (1987)
- 그대 눈뜨리 Es wird dir die Augen öffnen (1979)
- 땅콩껍질 속의 연가 Liebeslied in einer Erdnussschale (1977)
- 달리는 황제 Der rennende Kaiser (1978)

#### Kurzgeschichtensammlungen
- 선생과 황태자 Der Lehrer und der Kronprinz (1974)
- 저녁 공원에서 Abends im Park
- 비탈길 저 끝방 Der Raum dort am Ende der Rampe (1989)

#### Kurzgeschichten
- 계절 Jahreszeiten
- 구직자의 수기 Memo eines Arbeitssuchenden
- 봄에 관한 역설 Ein Paradox des Frühlings
- 발자국 소리 Das Geräusch von Schritten
- 북소리 Trommelwirbel
- 지붕 위의 사진사 Der Fotograf auf dem Dach
- 개집에서 In der Hundehütte
- 허풍장이 Der Angeber

## Auszeichnungen
- 1987 – 제32회 현대문학상 (Preis für zeitgenössische Literatur)[4]